# Tago Mago (Album)
Tago Mago ist das dritte Studioalbum der deutschen Rockband Can und das erste nach dem Ausstieg von Malcolm Mooney. Das Doppelalbum wurde im Februar 1971 veröffentlicht.

## Hintergrund
Zum Zeitpunkt der Veröffentlichung von Cans Debütalbum Monster Movie produzierte die Band auch Musik für verschiedene Filme, etwa Deadlock. Auf Konzerten fiel Malcolm Mooney zu dieser Zeit durch seine verwirrt wirkenden Darbietungen auf. Auf Anraten seines Psychiaters kehrte er wenig später in die USA zurück, seine vorerst letzten Aufnahmen sind auf dem Album Soundtracks zu hören. Can, die nun auf der Suche nach einem neuen Sänger waren, wurden auf den jungen Straßenmusiker Damo Suzuki aufmerksam, der als neues Mitglied verpflichtet wurde.
Das Album Tago Mago wurde nach der Insel Tagomago benannt. Ein Teil des Materials entstammt Mitschnitten von Jamsessions.

## Titelliste
Alle Kompositionen stammen von Holger Czukay, Michael Karoli, Jaki Liebezeit, Irmin Schmidt und Damo Suzuki.
Seite 1
1. Paperhouse – 7:28
2. Mushroom – 4:03
3. Oh Yeah – 7:23
Seite 2
4. Halleluhwah – 18:32
Seite 3
5. Aumgn – 17:37
Seite 4
6. Peking O – 11:37
7. Bring Me Coffee or Tea – 6:47

## Rezeption
Das experimentelle und unkonventionelle Tago Mago gilt als Wegbereiter für verschiedene moderne Musikstile, Bands wie Radiohead oder Sonic Youth und Musiker wie Marc Bolan nannten es eine wichtige Inspirationsquelle für ihre Werke.

“With the band in full artistic flower and Suzuki’s sometimes moody, sometimes frenetic speak/sing/shrieking in full effect, Can released not merely one of the best Krautrock albums of all time, but one of the best albums ever, period. Tago Mago is that rarity of the early '70s, a double album without a wasted note, ranging from sweetly gentle float to full-on monster grooves.”

„Als Band in voller künstlerischer Blüte und mit Suzukis manchmal launischem, manchmal frenetischem Sprechen/Singen/Schreien auf voller Kraft, veröffentlichten Can nicht bloß eines der besten Krautrockalben, die es bisher gab, sondern eines der überhaupt besten Alben, Punkt. Tago Mago ist diese Rarität der frühen ’70er, ein Doppelalbum ohne eine verschwendete Note, von süß-behutsamem Fluss bis zu vorwärts preschenden Monster-Grooves.“

Achim Breiling von Babyblaue Seiten zählt Tago Mago zu den wichtigsten Alben, die jemals in Deutschland aufgenommen wurden.
Der New Musical Express führt Tago Mago auf Platz 409 der 500 besten Alben aller Zeiten.
In der Auswahl der 100 besten Alben der 1970er Jahre von Pitchfork belegt das Album Platz 29.
Das Album wurde in die 1001 Albums You Must Hear Before You Die aufgenommen.

## 40th Anniversary Edition
Am 14. November 2011 veröffentlichten das Bandlabel Spoon Records und Mute Records anlässlich des 40-jährigen Jubiläums von Tago Mago eine limitierte Sammlerausgabe des Albums auf zwei CDs. Die 40th Anniversary Edition umfasst das Album als Remaster von 2004 sowie eine Bonus-CD mit bislang unveröffentlichten Liveaufnahmen von Halleluhwah, Spoon und Mushroom aus dem Jahr 1972.
Der Metascore der 40th Anniversary Edition beträgt 99 von 100 möglichen Punkten.
CD 1: Tago Mago
1. Paperhouse – 7:29
2. Mushroom – 4:04
3. Oh Yeah – 7:23
4. Halleluwah – 18:33
5. Aumgn – 17:37
6. Peking O – 11:38
7. Bring Me Coffee or Tea – 6:47
CD 2: Live 1972
1. Mushroom (Live) – 8:42
2. Spoon (Live) – 29:55
3. Halleluwah (Live) – 9:12